# Tegnedrengenes værksted
Tegnedrengenes værksted er en dansk dokumentarfilm om animationsgruppen Tegnedrengene fra 1999, der er instrueret af Svend Johansen og Anders Sørensen efter manuskript af Anders Sørensen.

## Handling
Film er fup og bedrag. I denne lille dokumentarfilm viser de to tegnedrenge Per Tønnes Nielsen og Anders Sørensen, hvordan en tegnefilm bliver til. Tegnedrengene, der tidligere har lavet filmene Eventyret om den vidunderlige kartoffel, Eventyret om den vidunderlige musik og Verdenshistorien (del 1 og del 2, får her til opgave at lave en tegnefilm om Danmark. I filmens følges arbejdsprocessen, fra idé til manuskript og storyboard. Figurerne designes, animeres og farvelægges. Der laves baggrundstegninger, lyd og musik. Til sidst er der premiere på filmen Fællesskab...? En tegnefilm om Danmark.